# Yahaan
Yahaan – bollywoodzki film, dramat miłosny, którego akcja rozgrywa się w rozdartym wojną Kaszmirze. W rolach głównych Jimmy Shergill, Minissha Lamba i Yashpal Sharma. Film w 2004 roku wyreżyserował debiutant Shoojit Sircar. Autorem zdjęć jest znany szwedzki operator Jakob Ihre. Film opowiada historię miłości dziewczyny, siostry kaszmirskiego terrorysty, zakochanej w indyjskim żołnierzu. Historia ta rozgrywa się w spokojnej niegdyś dolinie Kaszmiru, w której dziś terroryści kaszmirscy i żołnierze indyjscy mówią jednym językiem – strzelając do siebie. Atmosferę przemocy, strachu i wzajemnej podejrzliwości przełamuje miłość dwojga ludzi w z wrogich sobie światów: muzułmanki i hinduskiego żołnierza.

## Fabuła
Kaszmir. Do oddziałów indyjskich walczących z kaszmirskimi terrorystami przybywa nowy oficer, kapitan Aman (Jimmy Shergill). Przede wszystkim zostaje on ostrzeżony, aby w żadnym wypadku nie nawiązywał kontaktów z tubylcami. Wkrótce Aman łamie zakaz zakochując się w Adzie (Minissha Lamba). Gdy okazuje się, że Ada jest siostrą poszukiwanego przez armię indyjską terrorysty kaszmirskiego Shakeela, Aman staje przed sądem wojskowym oskarżony o zdradę...

## Obsada
- Jimmy Shergill – kapitan Aman
- Minissha Lamba – Adaa
- Yashpal Sharma – Shakeel

## Muzyka i piosenki
Muzykę do filmu skomponował Shantanu Moitra, autor Parineeta, 7½ Phere, Lage Raho Munna Bhai, Eklavya: The Royal Guard, Laaga Chunari Mein Daag, Khoya Khoya Chand.
- Naam Adaa Likhna
- Urzu Urzu
- Mele Chaliyan
- Ajmer Wale Khwaja
- Kahoon Kaise
- Mele Chaliyan – Remix
- Naam Adaa – Remix
- Yahaan – Theme